# Грайфенштайн (замок, Австрия)
Грайфенштайн (нем. Burg Greifenstein) — средневековый замок в Австрии. Расположен на высоком холме на берегу Дуная в одноимённом муниципалитете в районе Санкт-Андре-Вёрдерн в земле Нижняя Австрия, к северо-западу от Вены. По своему типу относится к замкам на вершине.

## История

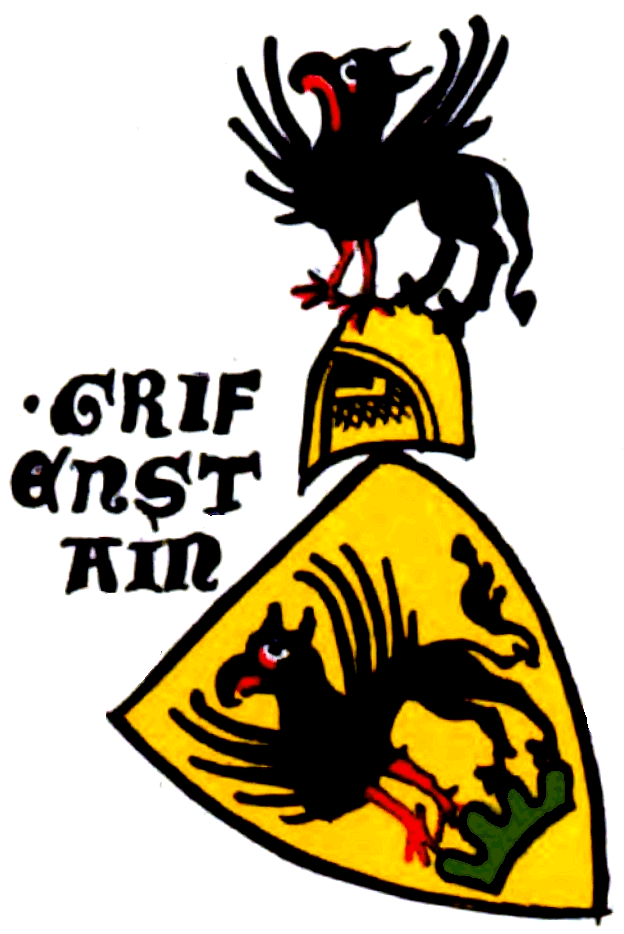
герб владельцев замка Грайфенштайн

### Ранний период
Каменная крепость, вероятно, была построена в этом месте в XI веке епископами епархии Пассау. Однако сторожевая башня могла стоять на этом видном месте ещё во времена Римской империи, так как данный регион входил в состав провинции Паннония, а с вершины холма хорошо просматривалась вся долина.
Крепость была важным звеном в системе оборонительных сооружений на берегах Дуная. На главной башне Грайфенштайна при необходимости разводили сигнальный костёр. Это позволяло быстро предупреждать о приближении врага наблюдателей из замков Кройценштайн и Леопольдсберг.
Впервые Грайфенштайн упоминается в документах за 1135 год. Управляющий замком Дитрих фон Грайфенштайн, вероятно, был вассалом епископов Пассау. В 1247 году по распоряжению епископа Рюдигера фон Бергхайма комплекс был значительно расширен и усилен новыми укреплениями. В 1365 году замок выдержал осаду взбунтовавшихся горожан города Клостернойбурга.
С 1485 по 1490 год Грайфенштайн контролировали воины короля Венгрии.

### ЭпохаРенессанса
В 1529 году замок оказался практически без защиты и был легко захвачен турецкими отрядами. В итоге архив с большим количеством бесценных документов оказался уничтожен. Через некоторое время правители Австрии сумели отвоевать Грайфенштайн. Однако к тому времени замок, расположенный севернее Вены, утратил прежнее военное значение.
Примерно с 1600 года власти Австрии использовали замок в качестве тюрьмы. Причём здесь содержали преимущественно узников, виновных в преступлениях против церкви и веры. Священнослужители и миряне отбывали наказание вместе в особой темнице (Ублиет) главной башни.

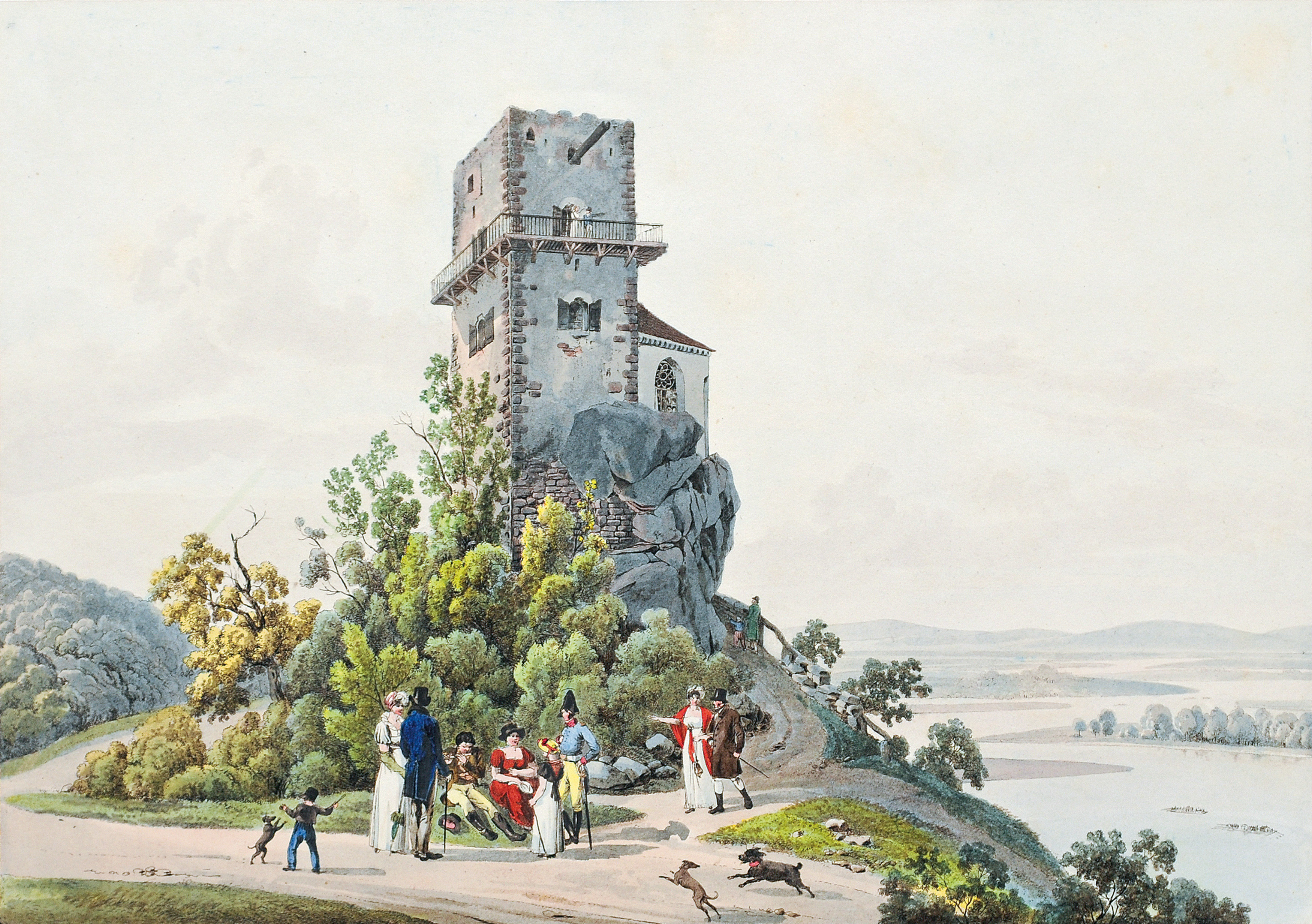
Руины замка на рисунке 1812 года

### XVIII-XIX века
Грайфенштайн оставался обитаем примерно до 1770 года. После этого замок был заброшен и стал приходить в упадок.
До начала XIX века формально комплекс оставался в собственности епископов Пассау. Однако представители католической церкви не заботились о ремонте стен, крыш и башен замка. В результате сооружение всё больше напоминало руины.
В 1803 году по инициативе императора Священной Римской империи Иосифа II начался процесс секуляризации церковных владений. После этого Грайфенштайн был выставлен на публичные торги. В 1807 году замок приобрёл князь Иоганн I фон Лихтенштейн.
К 1818 году новый владелец полностью отремонтировал замковый комплекс. Были восстановлены не только стены и башни, но также отреставрированы внутренние помещения. По просьбе князя сооружению придали черты замка в романтическом стиле.
Князь Алоис II фон Лихтенштайн привёз в Грайфенштайн крупную коллекцию произведений искусства и старинного оружия из других родовых замков. В частности, сюда доставили почти все ценности, хранившиеся ранее поместьях Зеебенштайн, Тернберг и Цигерсберг.
К концу XIX века представители рода фон Лихтенштайн потеряли интерес к Грайфенштайну и замок снова стал приходить в упадок.

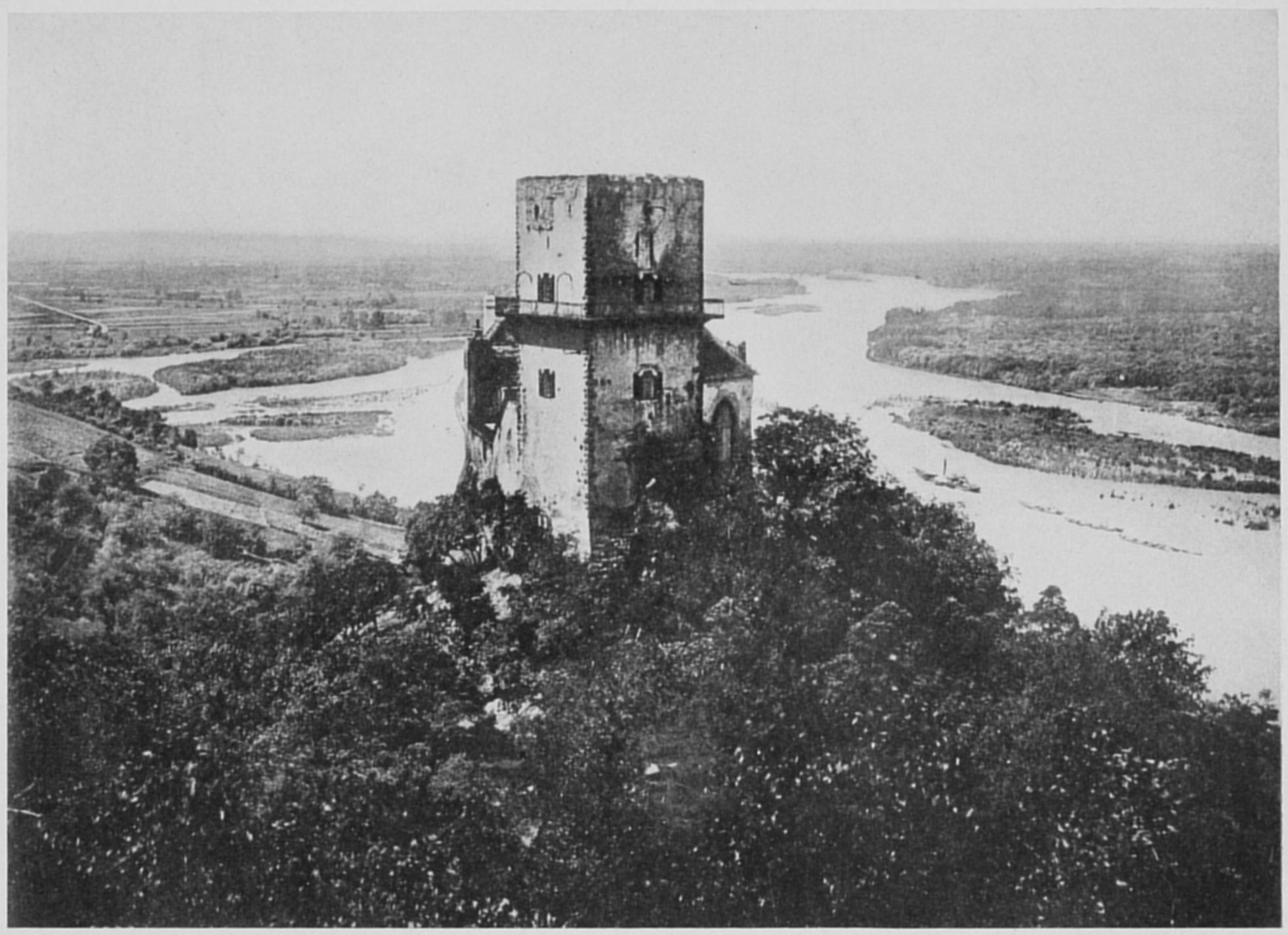
Замок на фотографии 1905 года

### XX век
В 1918 году семья фон Лихтенштайн продала замковый комплекс богатому промышленнику Хуго Костеницу. Вскоре Грайфенштайн был отремонтирован.
В 1931 году замок купил банкир ротмистр Максимилиан Маутнер. К тому времени он уже был владельцем замков Тулбинг, Планкенберг и Файстритц. В 1933 году этот «коллекционер замков» подарил Грайфенштайн своей второй жене.
Комплекс благополучно пережил годы Второй мировой войны. Он на некоторое время оказался занят частями Красной армии, а после ухода советских солдат в него возвратились прежние собственники.
В 1960 году Грайфенштайн купил ресторатор и владелец сети отелей доктор Йоханнес Хюбнер. Он потратил значительную сумму на реставрацию комплекса. Вскоре здесь открылся дорогой ресторан и несколько выставочных залов, где были представлены коллекции старинного оружия, исторических артефактов и предметы декоративно-прикладного искусства.

### XXI век
16 сентября 2006 в замке из-за неисправности электропроводки начался пожар. Полностью выгорели помещения ресторана. Кроме того, серьёзно пострадал богато декорированный потолок Рыцарского зала. После пожара замок на несколько лет был закрыт для публики. Собственники так и не нашли средств на полноценный ремонт.
В мае 2010 года владельцы выставили Грайфенштайн на продажу за 3,5 миллиона евро. Через семь дет замок приобрела со значительным дисконтом логистическая компания Ernst Strobl. Сумма сделки составила 2,5 миллиона евро.

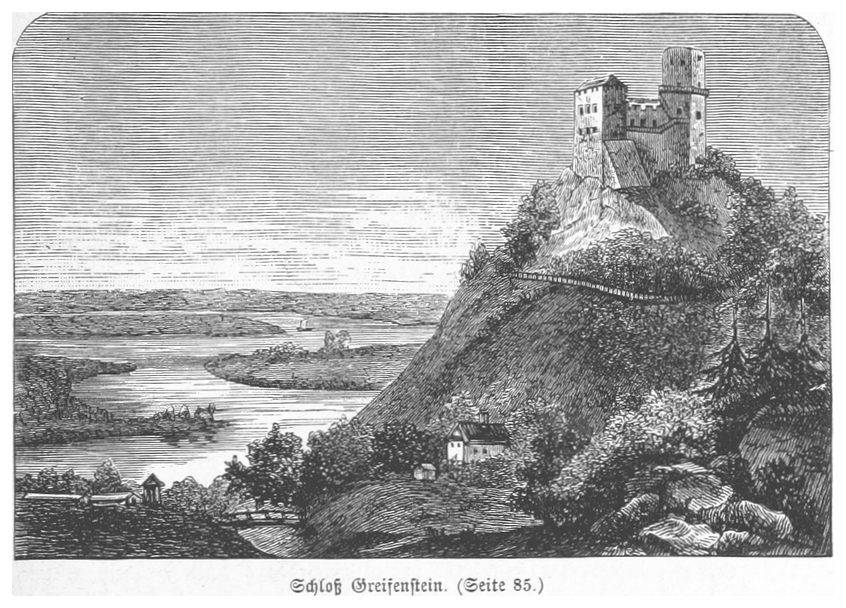
Замок на рисунке 1880 года

## Описание
Мощная квадратная крепость в целом сохранила форму и внешний вид, который имела ещё в эпоху Позднего Средневековья. Единственный вход в замок располагался с северной стороны. Перед ним постролили укрепления, игравшие роль форбурга. Частично сохранившаяся Замковая капелла известна с XIV века. С раннего периода внутри имелось крупное здание, выполнявшее функции жилой резиденции владельца.
Свой современный вид замок приобрёл в ходе строительных работ, проведённых в начале XIX века по распоряжению Иоганна I фон Лихтенштайна. При этом структура и характер высокого средневекового комплекса почти полностью сохранились. В результате реконструкции Грайфенштайн стал выглядеть как «настоящий рыцарский замок» в соответствии с модными в ту эпоху идеям романтизма. Среди нововведений в замке появились надвратная башня (торхаус) с особым эркером (бертеш), галереи и смотровая площадка.
Примерно в 1850 году интерьеры реконструировали в готическом стиле и украсили предметами искусства и старинным оружием.

## Расположение
Замок построен на вершине высокого скалистого холма посреди Венского Леса недалеко от крутого южного берега Дуная. Вместе с замком Кройценштайн, который находится на противоположном берегу, он является одной из лучших смотровых площадок региона. Отсюда открываются уникальные виды на излучину Дуная и Корнойбургские ворота к западу от Венских ворот.
В настоящее время со стен замка можно увидеть новую электростанцию Грайфенштайн. Ещё более захватывающий вид открывается со смотровой площадки, расположенной на Храмовой горе. От замка до неё примерно два километра.

## Галерея

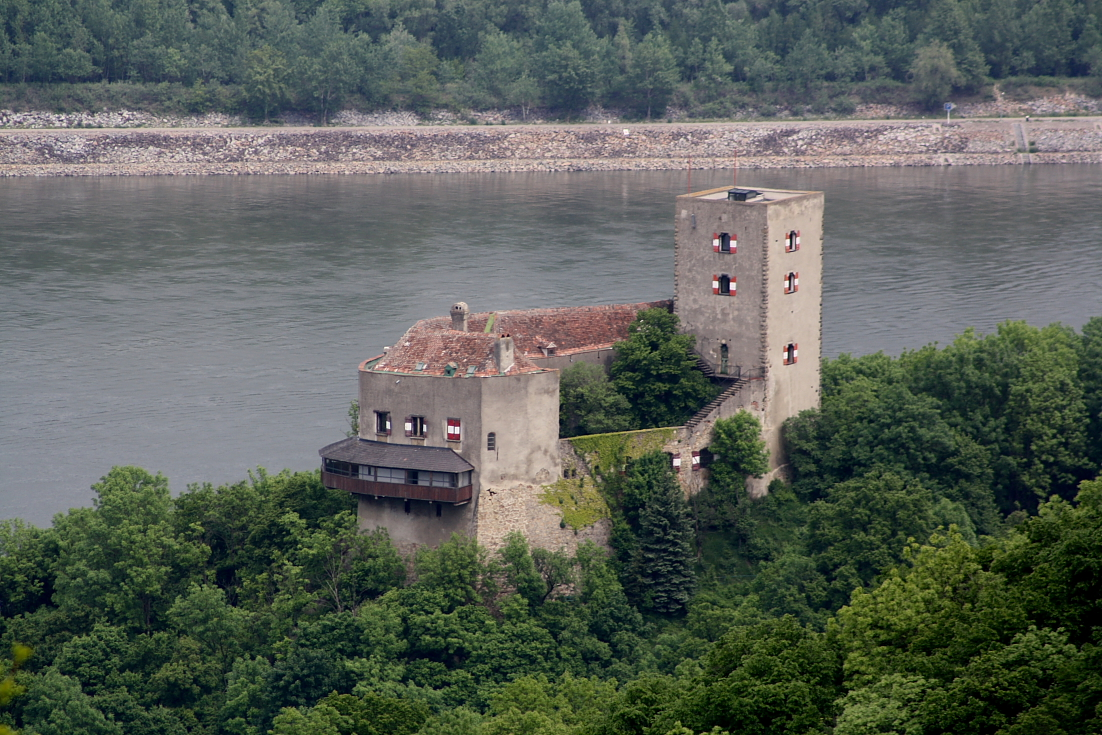
Вид замка с юго-восточной стороны
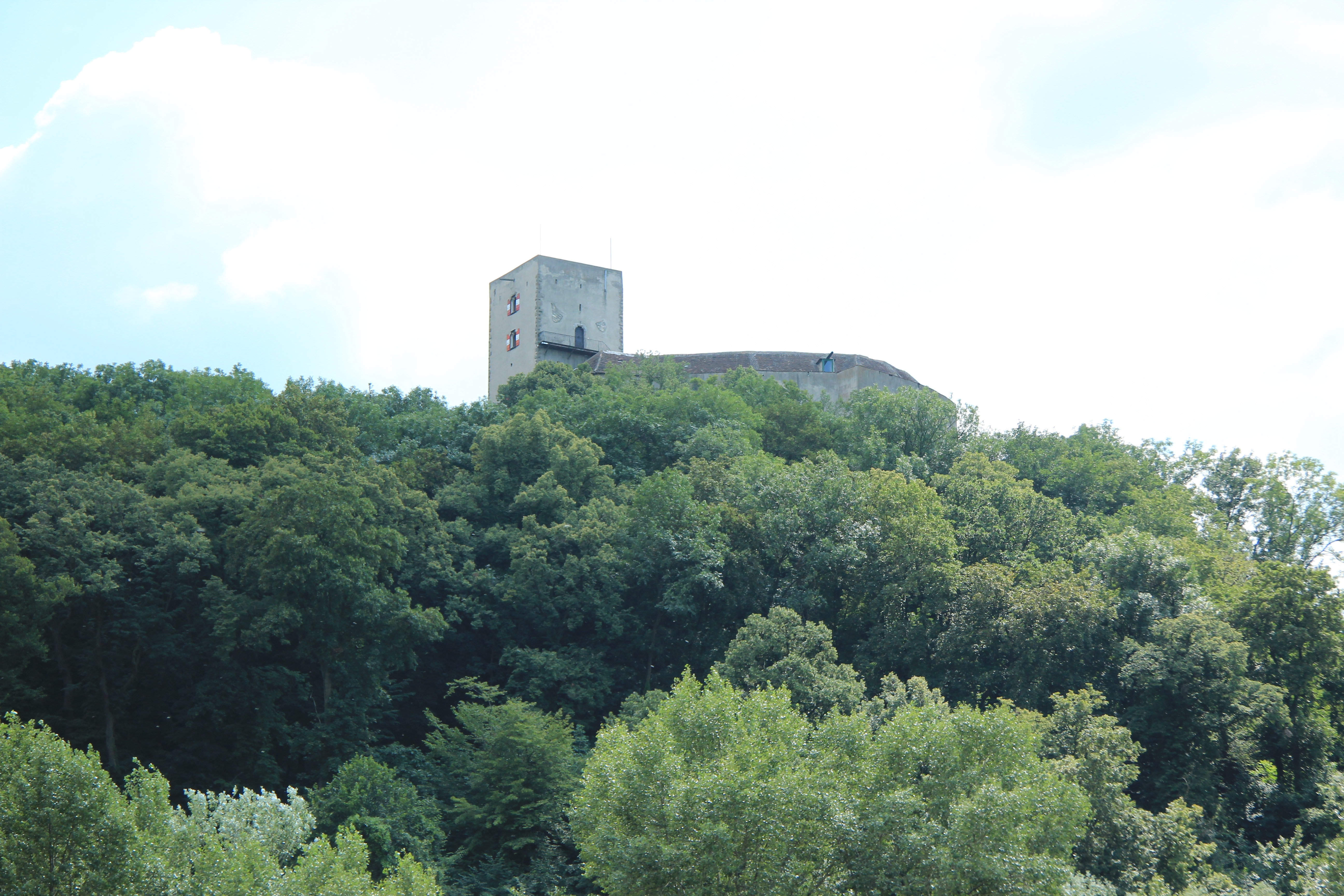
Вид замка со стороны Дуная
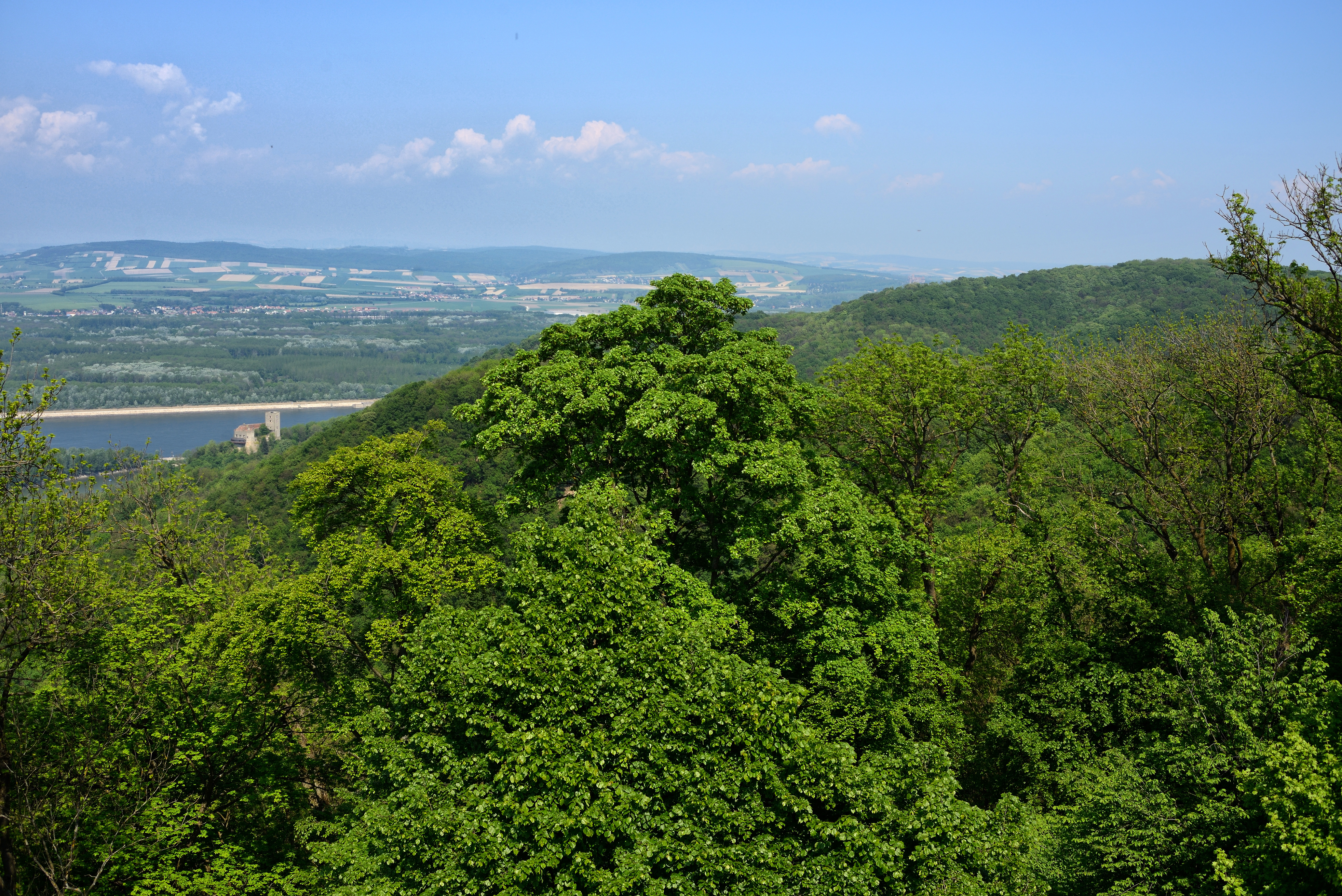
Вид замка со смотровой площадки Храмовой горы
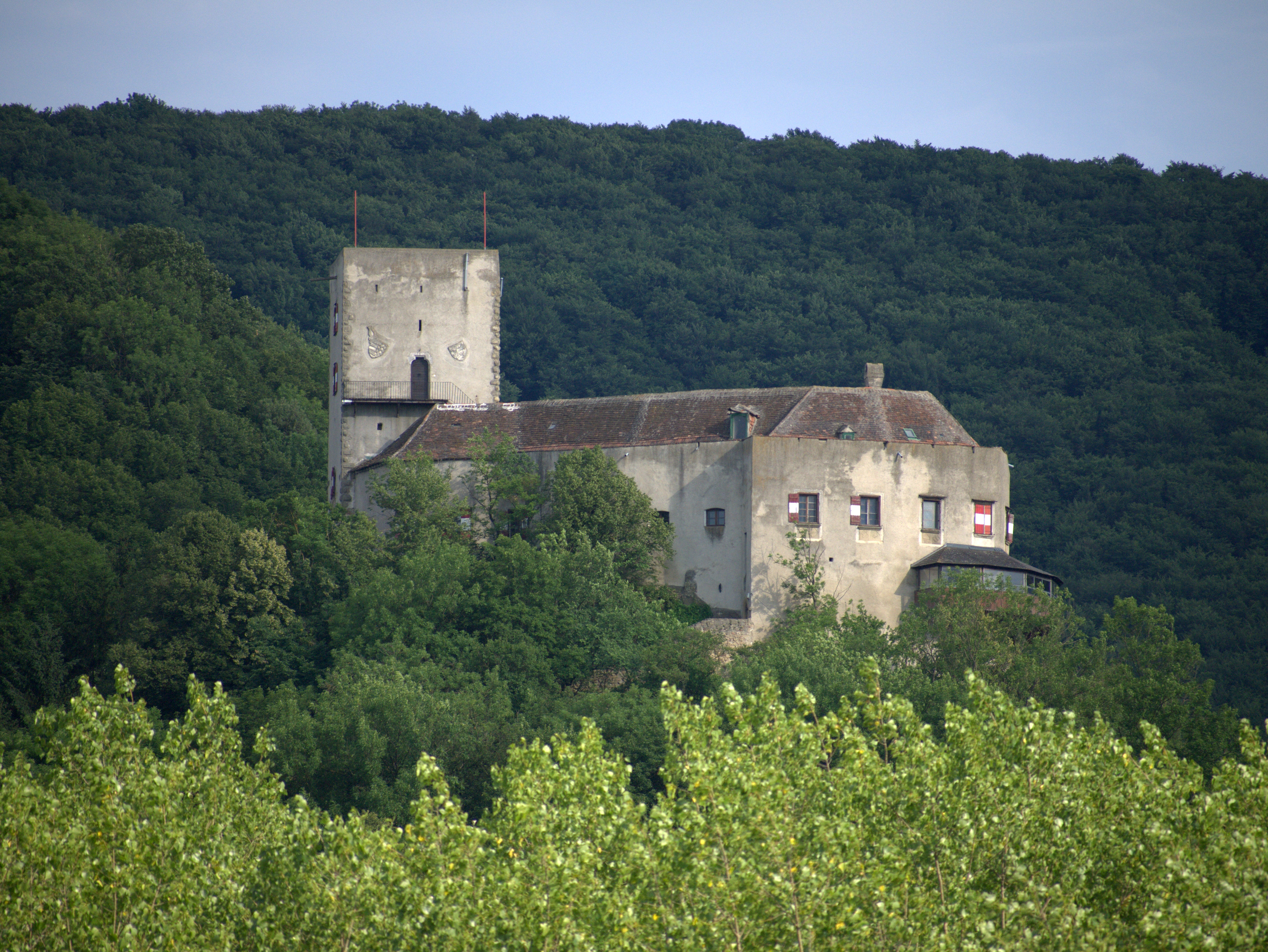
Вид замка с запада
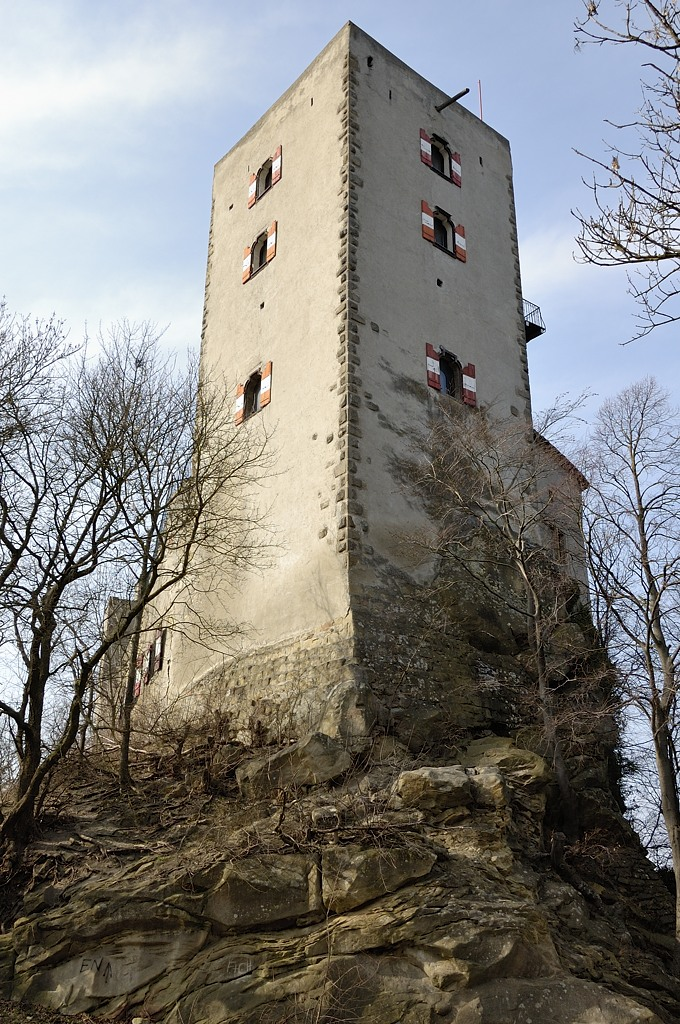
Главная башня (бергфрид) замка